# 23 de l'Àguila
23 de l'Àguila (23 Aquilae, 23 Aql) és una estrella binària de la constel·lació de l'Àguila. Té una magnitud aparent de +5,10.